# محمود أباد (ده كردي)
محمود أباد (بالفارسية: محمودآباد، دهبکری) هي مستوطنة تقع في إيران في البلدة المركزية.